# IMK Almene Fond
IMK Almene Fond er opkaldt efter millionæren Ib Mogens Kristiansen og styres af Lars og Peter Kristiansen, der er i familie med Ib Mogens Kristiansen. 
Fonden skulle have næsten 150 millioner kroner og formand for fondens bestyrelse er Erhardt Gram.
Fonden giver "støtte til sygdomsbehandling og sygdomsbekæmpelse og således at bekæmpelse af kræftsygdomme og hjernesygdomme tilgodeses i særligt omfang efter bestyrelsens nærmere skøn".
Således giver den støtte til almindelig lødig forskning.
To gange har fonden dog støttet projekter hvor kontroversielle projektledere har været vidt omtalt i medierne — uforskyldt af fonden.
I 2005 kom det frem i medierne at IMK Almene Fond havde støttet Søren Ventegodt i en årerække med adskillige millioner kroner.
Ventegodt var da sat i forbindelse med udokumenterede behandlinger såsom "vaginal akupressur". 
Da det kom frem i medierne valgte fonden at indstille bevillingen til Ventegodt.
Fonden var da Søren Ventegodts største indtægtskilde.
I 2005 gav IMK Almene Fond en rekordstor bevilling til hjerneforskeren Milena Penkowa på 5,6  millioner kroner. Det var da den indtil største enkeltbevilling en forsker ved fakultetet havde modtaget fra en privat fond.
Fonden havde beskrevet i detaljer hvad bevillingen skulle bruges til nemlig indkøb af forsøgsdyr, dyre præparater og kemiske stoffer.
I 2010 forlangte fonden at Københavns Universitet betalte op mod halvdelen af beløbet tilbage da bevillingen ikke var brugt til de foreskrevne formål.
Nyhedsmedier nævnte oprindeligt at udgifterne havde været til private formål såsom advokatregninger, tøj, rejser og middage,
men senere oplysninger nævnte at udgifterne var til løn, kontorhold, computere, rejseudgifter, repræsentation og advokatregninger.
Københavns Universitet betalte 2 millioner tilbage til fonden og en del af regningen på 276.380,75 kroner sendte universitet videre til Penkowa.
Penkowas del omfattede advokatregningerne.
I 2005 gav IMK Almene Fond støtte i forbindelse med oprettelsen af privathospitalet Kildehøj, der behandler patient for bulimi.
Ib Mogens Kristiansen er ikke videre kendt.

## Eksterne link og kilder
- Sundhedsguiden, Imk Almene Fond, Sundhedsfagbogen.